# Ротийцы
Ротийцы (самоназвание атахоре роте) — народ, обитающий на острове Роти, на островах Тимор и Семау, а также в отдельных поселениях на островах Сумба и Флорес. Язык народа — роти, основные диалекты: баа, билба, бокаи, рингоу, колбаффо, денгка, унаме, ти, терману. Поселения ротийцев размещены на склонах гор. Традиционные поселения отличались кучевым строением, а для новых деревень характерна линейная планировка. Предположительно, ротийцы прибыли на остров Роти во времена империи Маджапахит (конец XIII—XVI вв). Именно в это время встречаются упоминания о княжествах ротийцев. Первоначально ротийцы основали поселения на острове Тимор, где занимались подсечно-огневым ручным земледелием с применением ирригации. (Бернова 1999: 433).

## Основные занятия
Большинство ротийцев занимается земледелием, выращиванием продовольственных культур, таких как: сорго, просо, рис, кукуруза, а также товарных — перец, арахис, овощи, кофе. Распространено скотоводство, а также прибрежное и речное рыболовство. Наиболее развитые ремёсла — плетение, гончарное ремесло, ткачество; распространена мелкая розничная торговля. (Архипов 1996: 31-44; Бернова 1999: 433; Маретин 1966(ред.): 575).

## Пища
Наиболее распространённые блюда у ротийцев — клубнеплоды, каши, а также рыба с острыми приправами. (Бернова 1999: 433).

## Социальная организация
Для горных поселений ротийцев характерны сельские общины и дохристианские верования. Основная часть народа — католики. (Бернова 1999: 433).

## Традиции
Традиционная одежда ротийцев — это каин (полотно длиной до 2,5 метров, обертываемое вокруг пояса, достигающее колен или щиколоток), а также кофты и рубашки, специфической формы и соломенная шляпа. Характерна малая семья и патрилокальный брак (проживание супругов в общине мужа). (Архипов 1996: 31-44; Бернова 1999: 433; Ковалёв(ред.) 1979: 422; Маретин(ред.) 1966: 575).

## Галерея

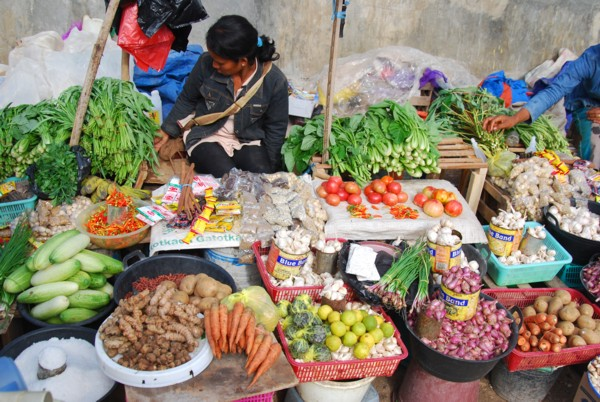
Городской рынок в Баа
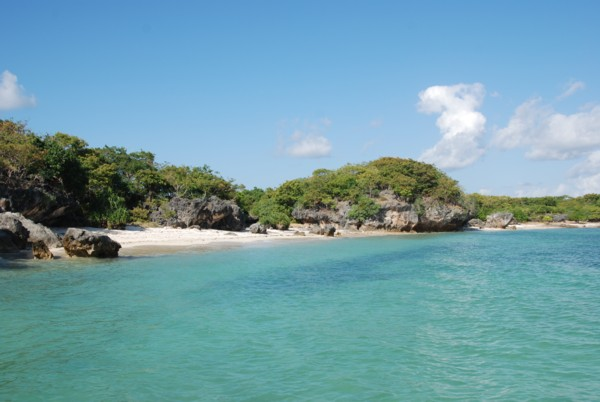
Побережье острова Манук
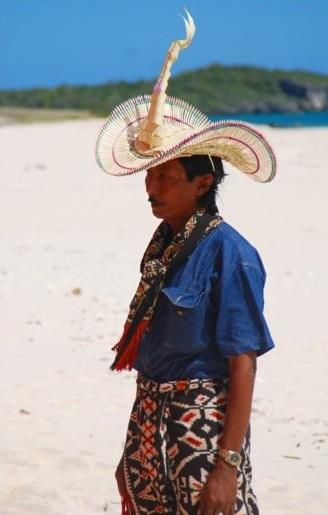
Житель острова Роти